# هي قالت
هي قالت (بالإنجليزية: She Said)‏ هو فيلم دراما أمريكي قادم من إخراج ماريا شرادر وبطولة زوي كازان، كاري موليجان، باتريشيا كلاركسون، أندريه بروير، سامانثا مورتن وتوم بيلفري، من المقرر صدور الفيلم في 18 نوفمبر 2022.
بدأت منصة نتفليكس عرض الفيلم الأميركي She Said للمخرجة الألمانية ماريا شريدر، من إنتاج ستوديوهات "يونيفرسال"، وذلك بعد عامين من طرحه بالسينما، وتحقيقه لإيرادات ضعيفة لم تتجاوز 14 مليون دولار. 

## روابط خارجية
- الموقع الرسمي
- هي قالت على موقع IMDb (الإنجليزية)
- هي قالت على موقع ميتاكريتيك (الإنجليزية)
- هي قالت على موقع روتن توميتوز (الإنجليزية)
- هي قالت على موقع ألو سيني (الفرنسية)
- هي قالت على موقع فيلمافينيتي (الإسبانية)
- هي قالت على موقع قاعدة بيانات الأفلام السويدية (السويدية)
- هي قالت على موقع قاعدة بيانات الفيلم (الإنجليزية)
- هي قالت على موقع ليتربوكسد (الإنجليزية)
- هي قالت على موقع كينوبويسك (الروسية)

لم يتم العثور على روابط لمواقع التواصل الاجتماعي.